# Jan Tacina

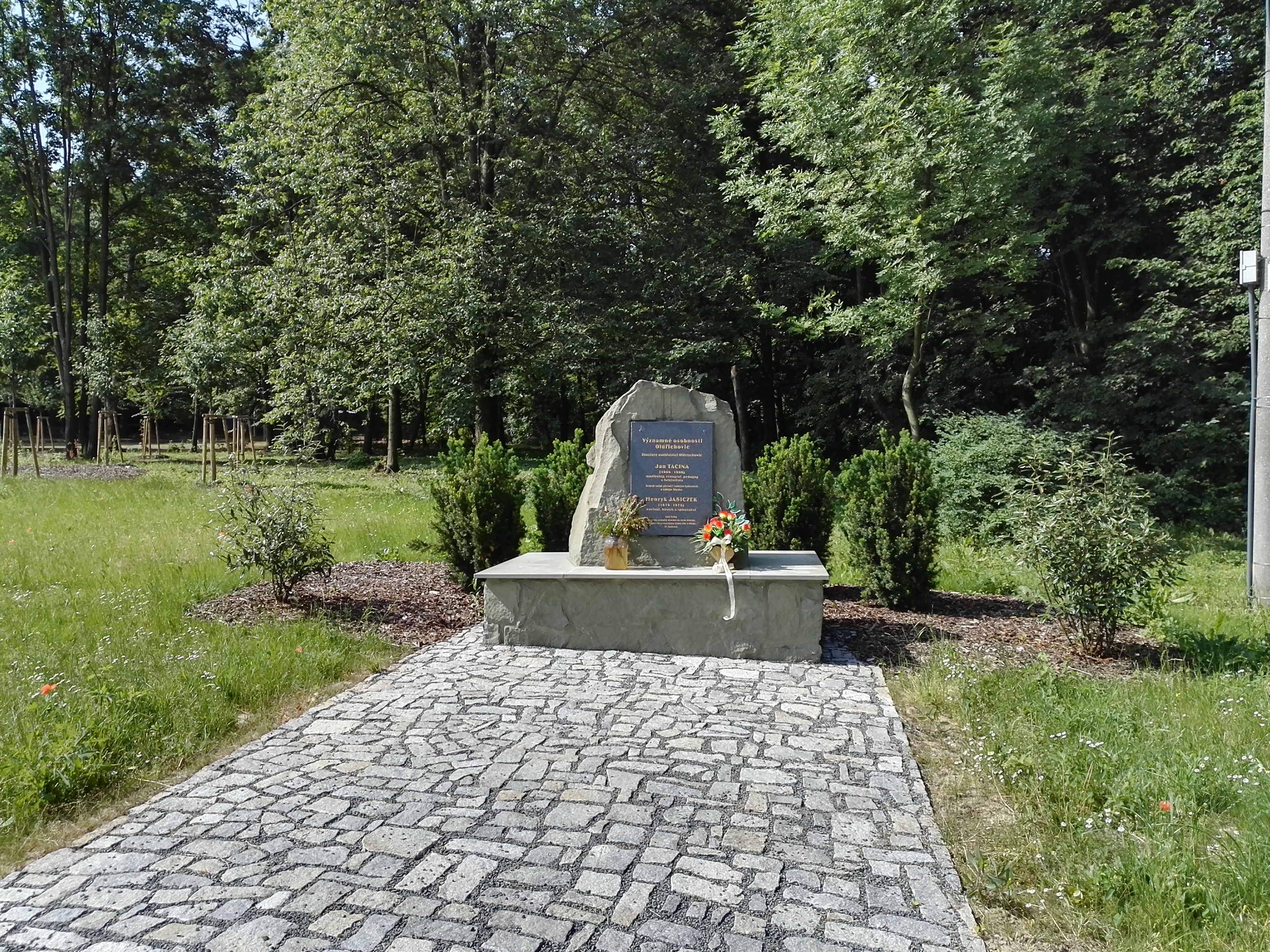
Pomník Jana Taciny a Henryka Jasiczka v Oldřichovicích

Jan Tacina (25. října 1909 v Oldřichovicích – 16. prosince 1990 v Katovicích) byl polský hudebník, etnograf a folklorista.
Za 2. světové války byl vězněn v Koncentračním táboře Dachau.
Byl sběratelem lidových písní a tanců, jakož i písní a básní z prostředí koncentračních táborů. Dirigoval církevní pěvecké sbory a harmonizoval duchovní písně pro chorálníky.
Roku 2018 mu byl v rodných Oldřichovicích odhalen pomník (společný s Henrykem Jasiczkem).